# Stuart Wallace
Stuart Wallace es un deportista australiano que compitió en vela en la clase Laser. Ganó una medalla de oro en el Campeonato Mundial de Laser de 1987.

## Palmarés internacional
| \| Campeonato Mundial \| Campeonato Mundial \| Campeonato Mundial \| Campeonato Mundial \| \| Año \| Lugar \| Medalla \| Clase \| \| ------------------ \| --------------------- \| ------------------ \| ------------------ \| \| 1987 \| Melbourne (Australia) \| Medalla de oro \| Laser \| |                       |                |       |
| Campeonato Mundial |                       |                |       |
| Año | Lugar                 | Medalla        | Clase |
| 1987 | Melbourne (Australia) | Medalla de oro | Laser |